# Homogenitätsprinzip (Recht)
Das Homogenitätsprinzip ist ein Verfassungsprinzip, bedeutet „einheitlich oder gleichmäßig beschaffen“ und zielt als Rechtsbegriff auf die prägenden Leitideen von Einheit und Identität ab. Diese sind Kennzeichen der verfassungsmäßigen Ordnung der Bundesländer zur verfassungsmäßigen Ordnung der Bundesrepublik Deutschland. Verankert ist das Homogenitätsprinzip in Art. 28 Abs. 1 Satz 1 des Grundgesetzes (sogenannte Homogenitätsklausel). Dort heißt es: „Die verfassungsmäßige Ordnung in den Ländern muss den Grundsätzen des republikanischen, demokratischen und sozialen Rechtsstaates im Sinne dieses Grundgesetzes entsprechen.“
Sollte ein Bundesland beabsichtigen, die Demokratie abzuschaffen und durch eine Monarchie zu ersetzen, lägen gleich zwei Verstöße vor, namentlich gegen Art. 28 GG und Art. 20 GG. Da zunächst die Demokratie zu den Staatsfundamentalnormen des Art. 20 GG zählt und diese gemäß Art. 28 GG auch in den Bundesländern umzusetzen ist, läge ein Verstoß gegen das Homogenitätsprinzip vor. Weiterhin läge ein Verstoß gegen das Republikprinzip vor, da dieses die Staatsform Monarchie in der Bundesrepublik und damit über Art. 28 GG auch in den Bundesländern ausschließt. Letztlich läge auch ein Verstoß gegen die Ewigkeitsklausel vor, da die Demokratie gemäß Art. 79 Abs. 3 GG nicht abgeschafft werden kann.
Funktionell gewährleistet das Homogenitätsprinzip, dass die grundsätzliche Eigenstaatlichkeit der einzelnen Bundesländer nicht zu einer Auflösung der bundesstaatlichen Ordnung führt. Dies wäre dann der Fall, wenn die politischen Systeme und Lebensbedingungen in den einzelnen Bundesländern so stark differieren, dass eine Gemeinsamkeit nicht mehr besteht. Art. 28 Abs. 1 GG kommt demnach die Aufgabe zu bundesstaatliche Konflikte durch das Homogenitätsgebot zu vermeiden.
Hieraus ergibt sich zuvorderst, dass in den Bundesländern der Bundesrepublik Deutschland die verfassungsmäßige Ordnung dergestalt organisiert werden muss, dass sie den Staatsfundamentalnormen des Art. 20 GG entsprechen. Ein Bundesstaat kann ohne eine gewisse Einheitlichkeit nicht funktionieren. Ein Mindestmaß dieser Einheitlichkeit soll über Art. 28 GG herbeigeführt werden, dabei sollen gewisse regionale Besonderheiten jedoch beachtet werden. Zwar gelten die Verfassungen des Bundes und der Länder als grundsätzlich selbständig, so dass nur ein Mindestmaß an Einheitlichkeit vom Grundgesetzgeber gefordert wird (Gestaltungsspielraum), jedoch ist auch die sich aus Art. 31 GG („Bundesrecht bricht Landesrecht“) ergebende negative Homogenität zu beachten.
Theoretisch möglich wäre auch eine starke Bindung der Bundesländer an den Bundesstaat im Sinne einer Konformität und Uniformität; das Grundgesetz hat einen solchen Weg aber nicht gewählt.